# Garena
Garena es un desarrollador y distribuidor de videojuegos de Singapur que desarrolla y publica contenido digital gratuito para móviles y para computadoras.
La compañía distribuye títulos en Garena+ en varios países de Asia y Latinoamérica, como los juegos multijugador en línea , Garena Speed Drifters (juego de carreras creado por la misma empresa),  Alliance of Valiant Arms y Garena Free Fire (Battle Royale para móviles)
En 2014, Garena fue valorada en mil millones de dólares, hasta que la inversión del Plan de Pensiones de Ontario Teachers en la compañía en marzo de 2015 aumentó su valor a 2.5 mil millones de dólares.
En 2019, Garena anunció planes para reorganizar sus diversos negocios en un conglomerado con el nombre Sea Limited. Garena es ahora una de las filiales de Sea Limited, y sigue siendo la empresa paraguas para el sector de los videojuegos.
Esta empresa también tiene sede en Tailandia donde participan jugadores de todo el mundo y participan de los campeonatos y torneos que allí se realizan.

## Historia
Garena (un acrónimo de la frase "arena global") se fundó en Singapur en 2009 por Forrest Xiaodong Li (fundador también de Shopee).
Su primer producto lanzado en 2012 fue la plataforma Garena +, un juego en línea y una plataforma social para que la gente descubra, descargue y se juegue en línea.
En noviembre de 2011, Garena anunció que tenía derechos de publicación  para el esperado juego de disparos basado en equipos, Firefall, en el sudeste asiático y Taiwán. Firefall afirma ser el primer juego de disparos en equipo y recibió el MMO anticipado de 2012 en el concurso Readers Choice de TenTonHammer.
En diciembre de 2011, Garena anunció su colaboración  con el desarrollador de juegos en línea, Changyou, para publicar y operar el popular juego de artes marciales en 3D, Duke of Mount Deer , en Taiwán. El juego es el primer juego MMORPG disponible a través de Garena +. El juego combina una historia clásica china con la última tecnología de renderizado 3D y gráficos de calidad cinematográfica. Duke of Mount Deer  fue creado por varios de los mejores expertos en juegos en línea de China y Corea del Sur y ha ganado mucha popularidad en China.
También en diciembre de 2011, el CEO de Garena, Forrest Xiaodong Li, lanzó  el modo de juego "Dominion" para los jugadores de League of Legends de Garena en Singapur y Malasia.[cita requerida]
En 2014, el World Startup Report valoró a Garena como una compañía de internet de US $ 1 mil millones  y la clasificó como la mayor compañía de internet en Singapur. 
En marzo de 2015, el Ontario Teachers Pension Plan (OTPP), uno de los fondos de pensiones más grandes del mundo, invirtió en Garena, valorando a la compañía en más de USD 2.5 mil millones. 
En agosto de 2015, Garena anunció que BlackShot Online se cerraría a la medianoche del 1 de septiembre, ya que no pudo renovar la licencia de distribución. Como resultado, todos los derechos de distribución del juego fueron devueltos a Vertigo Games, que configuró PlayOne Asia para manejar la distribución del juego. Más tarde, Garena publicó otro FPS llamado Alliance of Valiant Arms.

## Productos
Garena + es un juego en línea y plataforma social. Tiene una interfaz similar a las plataformas de mensajería instantánea. Las características de Garena + permiten a los jugadores desarrollar listas de amigos, chatear con amigos en línea y verificar el progreso y los logros del juego. Los jugadores pueden crear su propia identidad única personalizando su avatar o cambiando sus nombres. Los jugadores también pueden formar grupos o clanes, y chatear con múltiples jugadores simultáneamente a través de canales públicos o privados a través de Garena +. Los usuarios de Garena + usan una moneda virtual llamada Shells.
Otros productos, incluidos BeeTalk, TalkTalk, Shopee y Booyah!.

## Juegos publicados
Garena proporciona una plataforma para los juegos tales como la Defense of the Ancients y Age of Empires , y también publica títulos de juegos de alta calidad, incluyendo juegos multijugador en línea como League of Legends, Garena Free Fire, Heroes of Newerth y Black Shot para los jugadores de toda la región.
| Título                        | Género                     | Desarrollador                          | Año  | Países                                                                                   | Notas                                                                       |
| ----------------------------- | -------------------------- | -------------------------------------- | ---- | ---------------------------------------------------------------------------------------- | --------------------------------------------------------------------------- |
| Black Shot                    | MMOFPS                     | Vertigo Games                          | 2009 | Singapur, Malasia, Filipinas                                                             | Se cambió el editor a Papayaplay.                                           |
| Mstar                         | MMODance                   | Nurien Netmarble                       | 2009 | Taiwán, Malasia y Singapur                                                               | Cerrado el 26 de agosto de 2019                                             |
| League of Legends             | MOBA                       | Riot Games                             | 2010 | Indonesia, Malasia y Singapur, Filipinas, Taiwán / Hong Kong / Macao, Tailandia, Vietnam | Cerrado (solo Indonesia)                                                    |
| Heroes of Newerth             | MOBA                       | Frostburn Studios                      | 2010 | Singapur, Malasia, Tailandia, Filipinas, Indonesia, CEI                                  | Se cerrará el 20 de junio de 2022                                           |
| Duke of Mount Deer            | MMORPG                     | Changyou.com                           | 2011 | Taiwán                                                                                   | Cerrado el 24 de marzo de 2014                                              |
| Point Blank                   | MMOFPS                     | Zepetto                                | 2012 | Tailandia, Singapur, Malasia, Filipinas, Indonesia                                       | Cerrado el 28 de junio de 2017                                              |
| Path of Exile                 | ARPG                       | Grinding Gear Games                    | 2013 | Malaysia, Singapore, Taiwan, CIS, Thailand                                               | Cerrado 2016 (CEI)? (Tailandia), ? (Singapur, Malasia)                      |
| Elsword                       | MMORPG                     | KOG Studios                            | 2013 | Philippines                                                                              | Cerrado el 2 de diciembre de 2015                                           |
| Firefall                      | Team Shooter/ FPS          | Red 5                                  | 2014 | Taiwán, Singapur, Malasia, Hong Kong y Filipinas                                         |                                                                             |
| Lost Saga                     | Casual                     | IO Entertainment                       | 2015 | Tailandia, Taiwán                                                                        | Cerrado el 3 de diciembre de 2017                                           |
| Thunder Strike                | Matamarcianos              | sunmosh                                | 2015 | Tailandia, Taiwán, Vietnam                                                               | Cerrado el 6 de octubre de 2017                                             |
| Alliance of Valiant Arms      | Team Shooter/ FPS          | Red Duck Inc. Neowiz                   | 2015 | Singapur, Malasia                                                                        | Cerrado el 3 de julio de 2018                                               |
| Vindictus                     | MMORPG                     | devCAT                                 | 2015 | Tailandia                                                                                | Cerrado el 31 de agosto de 2018                                             |
| Headshot                      | FPS                        | Lightspeed Studios                     | 2016 | Tailandia                                                                                | Cerrado                                                                     |
| Garena Free Fire              | Battle Royale              | 111dots Studio (Vietnam) Omens Studios | 2017 | Global                                                                                   |                                                                             |
| Blade & Soul                  | MMORPG                     | Team Bloodlust                         | 2017 | Tailandia, Vietnam                                                                       |                                                                             |
| FIFA Online 4                 | Sports/Soccer              | Electronic Arts                        | 2018 | Tailandia, Malasia, Singapur, Vietnam                                                    |                                                                             |
| Ring of Elysium               | Battle Royale              | Tencent Aurora Studio                  | 2018 | Taiwán, Hong Kong, Macao, Tailandia, Indonesia                                           |                                                                             |
| FIFA Online 3                 | Sports/Soccer              | Electronic Arts                        | 2018 | Tailandia, Malasia, Singapur, Vietnam                                                    | Cerrado                                                                     |
| Contra: Return                | Run and gun                | Tencent Konami                         | 2018 | Taiwán, Tailandia, Malasia, Singapur, Indonesia                                          |                                                                             |
| TalesRunner                   | Sports                     | Rhaon                                  | 2018 | Indonesia                                                                                | Cerrado                                                                     |
| Onmyoji                       | Visual Novel/ Action       | Netease Games                          | 2018 | Tailandia                                                                                | Cerrado el 3 de abril de 2019                                               |
| DD tank                       | Artillery                  | MMOG.asia Changyou.com                 | 2018 | Tailandia                                                                                | Jugador más exitoso (DDtank 337 Turkey Server "Forlove" Labor 26.1 Million) |
| Rising Force Online           | MMORPGs                    | CCR International                      |      | Tailandia                                                                                |                                                                             |
| SNK Heroines: Tag Team Frenzy | Fighting                   | SNK                                    | 2018 | Japón, China, Corea, Tailandia                                                           |                                                                             |
| Call of Duty: Mobile          | Battle Royale, Multiplayer | Activision                             | 2019 | Singapur, Malasia, Indonesia, Tailandia, Taiwán, Filipinas                               |                                                                             |